# Liste des gares du Gard

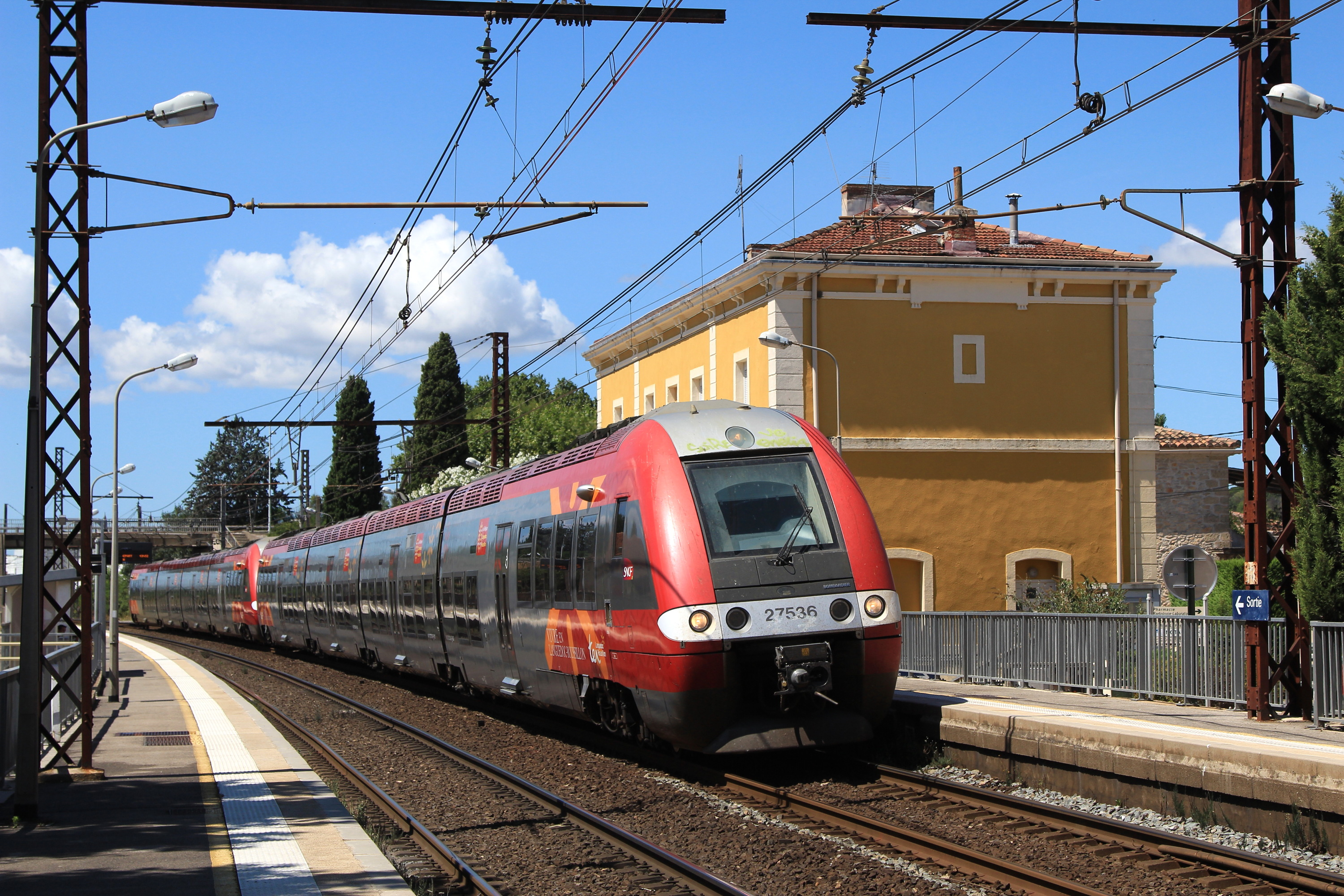
La Z 27536 et une autre automotrice de la même série à l'arrêt en gare de Vergèze - Codognan.

La liste des gares du Gard, est une liste des gares ferroviaires, haltes ou arrêts, situées dans le département du Gard, en région Occitanie.
Liste actuellement non exhaustive, les gares fermées sont en italique et les principales gares de préfectures ou sous-préfectures sont indiquées en gras.

## Gares ferroviaires des lignes du réseau national

### Gares ouvertes au trafic voyageurs
- Gare d'Aigues-Mortes
- Gare d'Aimargues
- Gare d'Alès
- Gare d'Anduze (train touristique)
- Gare de la Bambouseraie (train touristique)
- Gare de Bagnols-sur-Cèze
- Gare de Beaucaire
- Gare de Beauvoisin
- Gare de Boucoiran
- Gare de Chamborigaud
- Gare de Fons - Saint-Mamert
- Gare de Gallargues
- Gare de Générac
- Gare de Génolhac
- Gare de Grand'Combe-La Pise
- Gare du Cailar
- Gare du Grau-du-Roi
- Gare de La Levade
- Gare de Milhaud
- Gare de Nîmes
- Gare de Nîmes-Pont-du-Gard
- Gare de Nozières - Brignon
- Gare de Pont-Saint-Esprit
- Gare de Remoulins - Pont-du-Gard (fret)
- Gare de Saint-Césaire
- Gare de Saint-Geniès-de-Malgoirès
- Gare de Saint-Jean-du-Gard (train touristique)
- Gare de Saint-Laurent-d'Aigouze
- Gare de Sainte-Cécile-d'Andorge
- Gare de Thoiras - Lasalle (train touristique)
- Gare d'Uchaud
- Gare de Vauvert
- Gare de Vergèze - Codognan

### Gares fermées au trafic voyageurs: situées sur une ligne en service
- Gare d'Aigues-Vives
- Gare d'Aramon
- Gare de Bernis
- Gare de Bessèges
- Gare de Concoules - Ponteils
- Halte de Corbès
- Gare de Gammal
- Gare de Générargues
- Gare de Grezan
- Gare de Jonquières-Saint-Vincent
- Gare de Lafoux-les-Bains
- Gare de L'Ardoise
- Gare de Lédenon
- Gare de Malbosc
- Gare de Manduel - Redessan
- Gare de Marguerittes
- Gare de Mas-de-Ponge
- Gare de Massiès
- Gare de Molières-sur-Cèze
- Gare de Ners
- Gare d'Orsan
- Gare de Pont-du-Gard
- Gare de Port-l'Ardoise
- Gare de Quissac
- Gare de Roquemaure - Tavel
- Gare de Robiac
- Gare de Saint-Ambroix
- Gare de Saint-Geniès - Montfaucon
- Gare de Saint-Gervasy - Bezouce
- Gare de Saint-Hilaire-de-Brethmas
- Gare de Saint-Julien - les Fumades
- Gare de Salindres
- Gare de Sauveterre
- Gare de Tamaris
- Gare de Théziers
- Gare de Vénéjan
- Gare de Vézénobres
- Gare de Villeneuve-lès-Avignon
- Gare de Villeneuve - Pujaut

### Gares fermées au trafic voyageurs situées sur une ligne fermée
- Gare d'Alzon
- Gare d'Arpaillargues
- Gare d'Arre-et-Bez
- Gare d'Aubais
- Gare d'Aumessas
- Gare d'Avèze - Molières
- Gare de Bourdic
- Gare de Brouzet
- Gare de Calvisson
- Gare de Canaules - Saint-Nazaire
- Gare de Cardet
- Gare de Caveirac
- Gare de Cavillargues
- Gare de Célas
- Gare de Comps
- Gare de Congénies
- Gare de Connaux - Tresques
- Gare d'Euzet-les-Bains
- Gare de Foissac - Baron
- Gare de Fontanès - Lecques
- Gare de Fontarèches - St-Laurent
- Gare de Franquevaux
- Gare de Gagnières
- Gare de Gallician
- Gare de Junas
- Gare de La Cadière-et-Cambo
- Gare de Langlade
- Gare de Laudun - Saint-Victor
- Gare du Vigan
- Gare de Lézan
- Gare du Martinet
- Gare des Mages
- Gare de Mas-des-Gardies
- Gare de Massillargues-Attuech
- Gare de Méjannes - Mons
- Gare de Meynes - Montfrin
- Gare de Montaren
- Gare de Moussac
- Gare de Nages
- Gare d'Orthoux
- Gare de Pont-des-Charrettes
- Gare de Pont-d'Hérault
- Gare de Quissac
- Gare de Ribaute-les-Tavernes
- Gare de Salinelles
- Gare de Saint-Chaptes
- Gare de Saint-Dionisy
- Gare de Saint-Florent-sur-Auzonnet
- Gare de Saint-Gilles
- Gare de Saint-Hippolyte-du-Fort
- Gare de Saint-Jean-de-Valériscle
- Gare de Saint-Just-et-Vacquières
- Gare de Saint-Maurice-de-Cazevieille
- Gare de Saint-Pons - Le Pin
- Gare de Sauve
- Gare de Sernhac
- Gare de Seynes
- Gare de Sommières
- Gare de Sumène
- Gare d'Uzès
- Gare de Vallérargues - La Bruguière
- Gare de Vers - Collias
- Gare de Vic-le-Fesq

## Voie étroite

### Gares fermées au trafic voyageurs situées sur une ligne fermée
- Gare d'Argence
- Gare de Bellegarde
- Gare de Bouillargues
- Gare de Caissargues
- Gare de Fourques
- Gare de Garons
- Gare de Saint-Bézénet
- Gare de Toupinet

## Les lignes ferroviaires

### En service
- Ligne d'Arles à Lunel
- Ligne de Bessèges à Robiac
- Ligne de Givors-Canal à Grezan
- Ligne des Angles à Lattes (LGV)
- Ligne du Teil à Alès
- Ligne de Lézan à Saint-Jean-du-Gard
- Ligne de Mas-des-Gardies aux Mazes-le-Crès
- Contournement ferroviaire de Nîmes et de Montpellier
- Ligne de Saint-Césaire au Grau-du-Roi
- Ligne de Saint-Germain-des-Fossés à Nîmes-Courbessac
- Ligne de Tarascon à Sète-Ville

### Désaffectée
- Ligne d'Alès à Port-l'Ardoise
- Ligne d'Arles-Trinquetaille à Nîmes
- Ligne de Bouillargues à Saint-Gilles
- Ligne de Florac à Sainte-Cécile-d'Andorge
- Ligne du Martinet à Beaucaire
- Ligne du Vigan à Quissac
- Ligne de Sommières à Gallargues
- Ligne de Sommières à Saint-Césaire
- Ligne de Tournemire - Roquefort au Vigan
- Ligne d'Uzès à Nozières - Brignon